# Siffleur doré
Pachycephala pectoralis
Espèce
Statut de conservation UICN

 LC  : Préoccupation mineure
Le Siffleur doré (Pachycephala pectoralis) est une espèce d'oiseaux appartenant à la famille des Pachycephalidae. Il est originaire d'Australie et de Nouvelle-Guinée et de quelques îles voisines du Pacifique. Il est parmi les oiseaux dont la classification est des plus complexes. Pour certains, il a le plus grand nombre de sous-espèces géographiques, avec 59 sous-espèces reconnues et un certain nombre d'espèces voisines qui sont très proches (comme le Siffleur des Tonga). Pour d'autres, l'espèce doit être éclatée et dans ce cas, il n'en reste plus que huit sous-espèces.

## Description
Le mâle a généralement un dessous jaune vif, le dos et les ailes vert olive et une tête noire avec un col jaune. Les femelles ont des couleurs variées selon les lieux, les deux sexes ont les yeux rouge-brun. Le Siffleur doré a un chant fort, musical.

## Distribution
Cet oiseau se trouve dans presque toute l'Australie (y compris la Tasmanie mais pas certaines parties de l'Australie-Occidentale). Il est également présent en Indonésie, aux Fidji, en Nouvelle-Guinée et dans les îles Salomon. Il est généralement sédentaire mais les oiseaux vivant dans le sud-est de l'Australie migrent vers le nord pendant les mois d'hiver.

## Habitat
Cette espèce fréquente presque tous les habitats boisés, en particulier les forêts denses.

## Alimentation
Il mange des baies, des insectes, des araignées et autres petits arthropodes. Il se nourrit habituellement seul et se procure sa nourriture sur les arbres, de la base à mi-hauteur, ou à défaut il peut aussi se rassembler en grandes bandes pour se nourrir. Sur l'île de Santa Isabel par exemple, on a noté que cette espèce utilise cette méthode lorsqu'elle se déplace à l'intérieur des forêts, loin de la côte ou des grandes rivières (Kratter et al. 2001).

## Reproduction
Cette espèce se reproduit entre septembre et janvier. Mâle et femelle travaillent tous les deux à la construction du nid, qui est un peu bol fait de brindilles, d'herbes et d'écorces liées avec des toiles d'araignée. Une seule couvée a lieu par saison et les deux oiseaux participent à l'incubation et à l'élevage des jeunes. Les œufs éclosent 15 jours après avoir été pondus et les jeunes quittent le nid après 12 jours.

## Taxinomie
L'étude phylogénique de Joseph et al. (2014) démontre l'existence d'une espèce cryptique dans ce taxon. En effet, une population d'oiseaux considérés comme faisant partie de la sous-espèce Pachycephala pectoralis fuliginosa, se révèle être une espèce distincte. Le Congrès ornithologique international (classification 5.1, 2015) la sépare et l'élève au rang d'espèce sous le nom de Pachycephala occidentalis.

### Sous-espèces
D'après la classification de référence (version 5.2, 2015) du Congrès ornithologique international, cette espèce est constituée des sous-espèces suivantes (ordre phylogénique) :
- Pachycephala pectoralis balim ;
- Pachycephala pectoralis pectoralis ;
- Pachycephala pectoralis xanthoprocta ;
- Pachycephala pectoralis contempta ;
- Pachycephala pectoralis youngi ;
- Pachycephala pectoralis glaucura ;
- Pachycephala pectoralis fuliginosa.

## Galerie

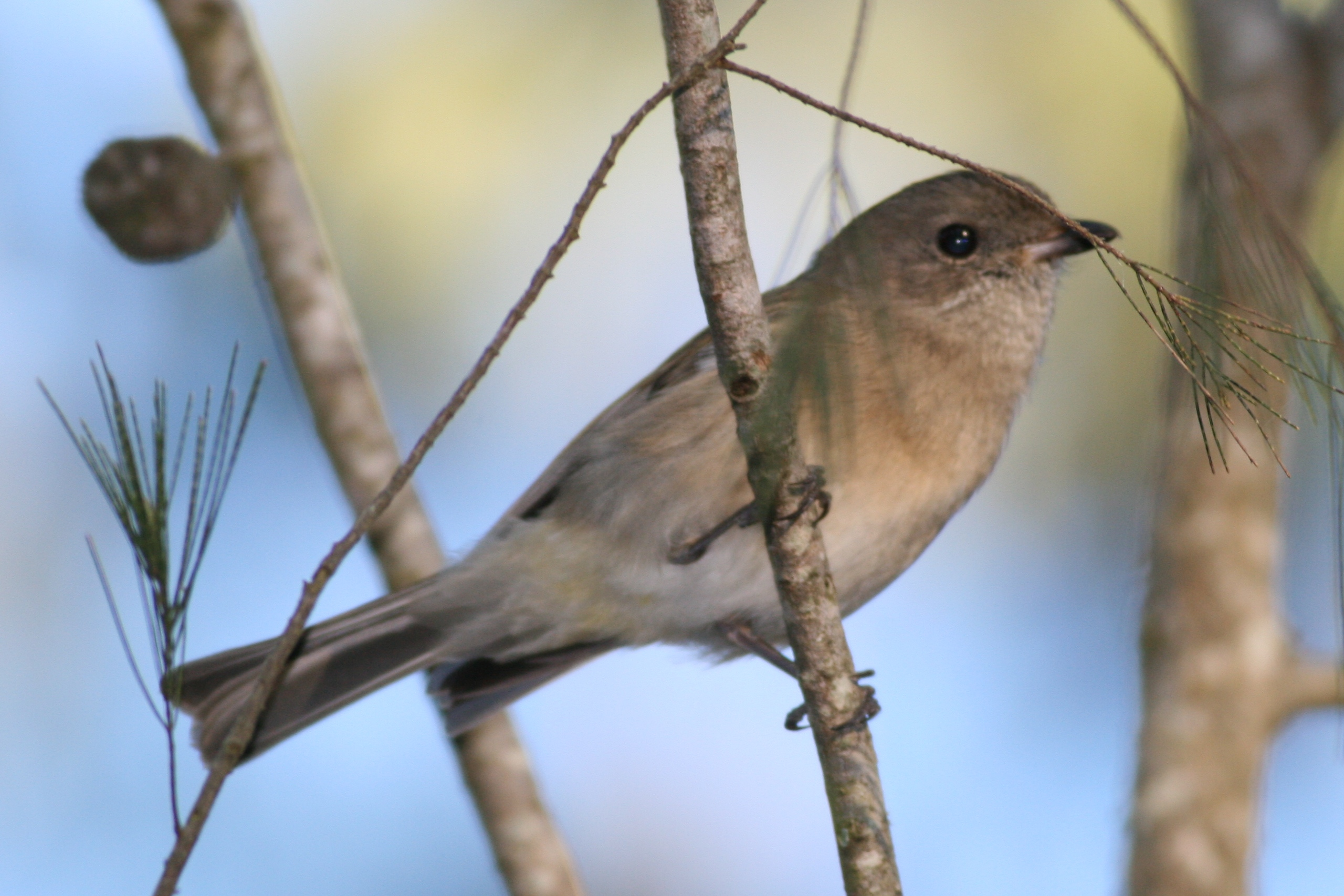
Pachycephala pectoralis femelle